# Schübler-korálok
A Schübler-korálok néven ismert gyűjtemény egy hat korálelőjátékból álló sorozat (BWV 645-650), melyet Johann Sebastian Bach régebbi kantátáinak tételeiből írt át orgonára. A Johann Georg Schübler által 1746 környékén kiadott ciklus a következő címet viseli:
Sechs Choräle von verschiedener Art auf einer Orgel mit 2 Clavieren und Pedal vorzuspielen verfertiget von Johann Sebastian Bach
Ahogy azt Bach a címben is feltünteti, mindegyik korálelőjáték előadásához két manuálra és pedálra van szükség.

## Eredeti változatok
| BWV | Cím                                      | Kantátatétel                              | Eredeti szöveg                                 |
| --- | ---------------------------------------- | ----------------------------------------- | ---------------------------------------------- |
| 645 | Wachet auf, ruft uns die Stimme          | 140. kantáta, 4. tétel (tenor korál)      | Zion hört die Wächter singen                   |
| 646 | Wo soll ich fliehen hin                  | N/A                                       | N/A                                            |
| 647 | Wer nur den lieben Gott lässt walten     | 93. kantáta, 4. tétel (szoprán-alt duett) | [Er kennt die rechten Freudesstunden]          |
| 648 | Meine Seele erhebt den Herren            | 10. kantáta, 5. tétel (alt-tenor duett)   | [Er denket der Barmherzigkeit]                 |
| 649 | Ach bleib bei uns, Herr Jesu Christ      | 6. kantáta, 3. tétel (szoprán korál)      | Ach bleib bei uns, Herr Jesu Christ            |
| 650 | Kommst du nun, Jesu, von Himmel herunter | 137. kantáta, 2. tétel (alt korál)        | Lobe den Herren, den mächtigen König der Ehren |

1. ↑  Eredeti változata nem ismert, de valószínűsíthető, hogy ez is egy elveszett kantátatétel átirata.
2. 1 2  A duettekben a koráldallamot hangszer játssza.

## Lásd még
- Bach műveinek jegyzéke
- Bach egyházi kantátái

## Külső hivatkozások
- Schübler-korálok: kották, felvételek Archiválva 2007. január 13-i dátummal a Wayback Machine-ben
- Bach kantátái